# John Falsey
John Henry Falsey (New Haven, Connecticut, 1951. november 6. – Iowa City, Iowa, 2019. január 3.) háromszoros Primetime Emmy-díjas amerikai televíziós forgatókönyvíró és producer.

## Filmjei
Forgatókönyvíróként
- Egy kórház magánélete (St. Elsewhere) (1982–1988, 137 epizód)
- The White Shadow (1979–1980, 13 epizód)
- Amazing Stories (1985–1986, 24 epizód)
- A Year in the Life (1986, tv-film)
- A Year in the Life (1987–1988, 22 epizód)
- Miért éppen Alaszka? (Northern Exposure) (1990–1995, 110 epizód)
- I'll Fly Away (1991–1993, 38 epizód)
- Going to Extremes (1992–1993, 17 epizód)
- I'll Fly Away: Then and Now (1993, tv-film)

Producerként
- Egy kórház magánélete (St. Elsewhere) (1982–1983, 22 epizód)
- Amazing Stories (1985–1986, 22 epizód)
- A Year in the Life (1986, tv-film, executive producer)
- A Year in the Life (1987–1988, executive producer, 22 epizód)
- Miért éppen Alaszka? (Northern Exposure) (1990–1993, executive producer, 63 epizód)
- I'll Fly Away (1991–1993, executive producer, 38 epizód)
- Going to Extremes (1992, két epizód)
- Providence (1999, consulting producer, 11 epizód)

## Magyarul
- Ellis Weiner: Levelek Alaszkából. Joshua Brand és John Falsey Miért éppen Alaszka? című tévésorozata nyomán; ford. Veres Dávid; Fáma, Kiskunmajsa, 1995

## Díjai
- Primetime Emmy-díj (1992)